# NGC 3953
NGC 3953 je prečkasta spiralna galaktika u zviježđu Velikom medvjedu. 
U ovoj su galaktici dvije supernove:
- SN 2001dp
- SN 2006bp

## Vanjske poveznice
- (eng.) SEDS: NGC 3953
- (eng.) Revidirani Novi opći katalog
- (eng.) Izvangalaktička baza podataka NASA-e i IPAC-a
- (eng.) Astronomska baza podataka SIMBAD
- (eng.) VizieR